# Ким Јонг-сик
Ким Јонг-сик (јап. 金 容植; 25. јул 1910 — 8. март 1985) био је јапански фудбалер.

## Репрезентација
За репрезентацију Јапана дебитовао је 1936. године. Учествовао је и на олимпијским играма 1936. За тај тим је одиграо 3 утакмице.

## Статистика
| Јапан  | Јапан   | Јапан  |
| Година | Наступи | Голови |
| ------ | ------- | ------ |
| 1936.  | 2       | 0      |
| 1937.  | 0       | 0      |
| 1938.  | 0       | 0      |
| 1939.  | 0       | 0      |
| 1940.  | 1       | 0      |
| Укупно | 3       | 0      |